# Linea temporalis

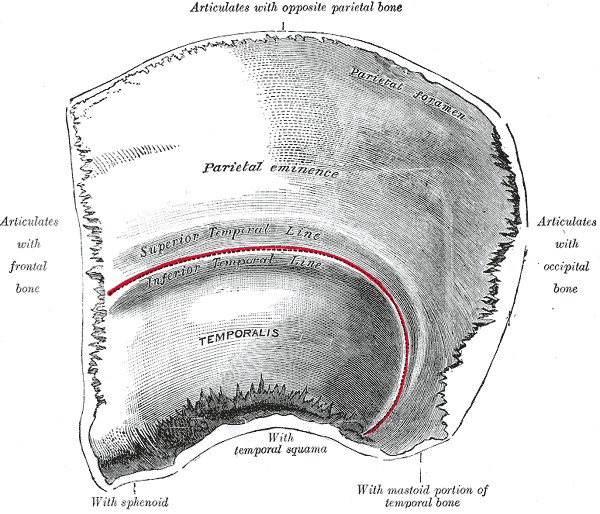
Utsidan av vänster hjässben.
Illustrationer: Gray's Anatomy, 1918. (PD)

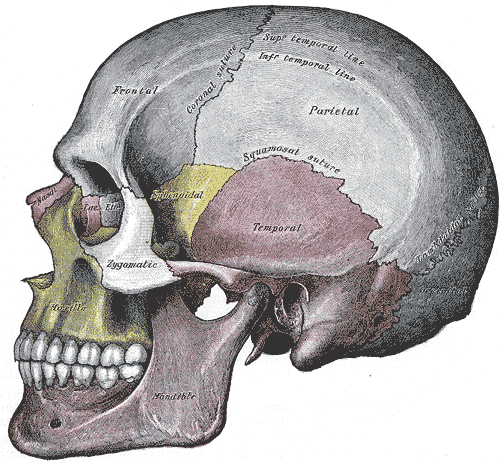
Lateral vy av kraniet.
Illustrationer: Gray's Anatomy, 1918. (PD)

Linae temporalis (latin: "linjen som hör till tinningbenet (os temporale)) är, på människans kranium, två bågformade linjer som korsar hjässbenen (os parietale). 
Det finns en övre respektive en nedre linea temporalis. Fascia temporalis fäster vid den övre och den senare markerar den övre gränsen för m. temporalis ursprung.